# Myszarka pontyjska
Myszarka pontyjska (Apodemus ponticus) – gatunek gryzonia z rodziny myszowatych (Muridae), występujący w pasie pomiędzy Morzem Czarnym a Morzem Kaspijskim. 

## Systematyka
Myszarka pontyjska albo jest blisko spokrewniona z myszarką leśną (A. flavicollis), albo jest to jeden gatunek. Myszarki pontyjskie występują na Kaukazie, który podczas zimnej wojny należał do ZSRR i żelazna kurtyna nie pozwalała uczonym porównywać wyników badań. Gryzonie żyjące po dwóch stronach granicy gruzińsko-tureckiej są w Gruzji klasyfikowane jako A. ponticus, a w Turcji jako A. flavicollis; krzyżują się one z europejskimi myszarkami leśnymi, dając płodne potomstwo.

## Biologia
Myszarka pontyjska żyje w regionie Kaukazu: w Armenii, Azerbejdżanie, Gruzji i na rosyjskim Kaukazie Północnym. Zamieszkuje podobne środowiska jak myszarka leśna: lasy mieszane, lasostepy, trawiaste pola i obszary zakrzewione. Prowadzi naziemny, głównie nocny tryb życia. Chowa się pod korzeniami lub kopie nory, zjada nasiona, orzechy i owady, magazynuje orzechy. Rozmnaża się w ciepłych miesiącach, w miocie rodzi się 5–6 młodych.

## Populacja
Myszarka pontyjska występuje na dużym obszarze, jest liczna, nie są znane zagrożenia dla gatunku. Jest uznawana za gatunek najmniejszej troski.